# 角笛

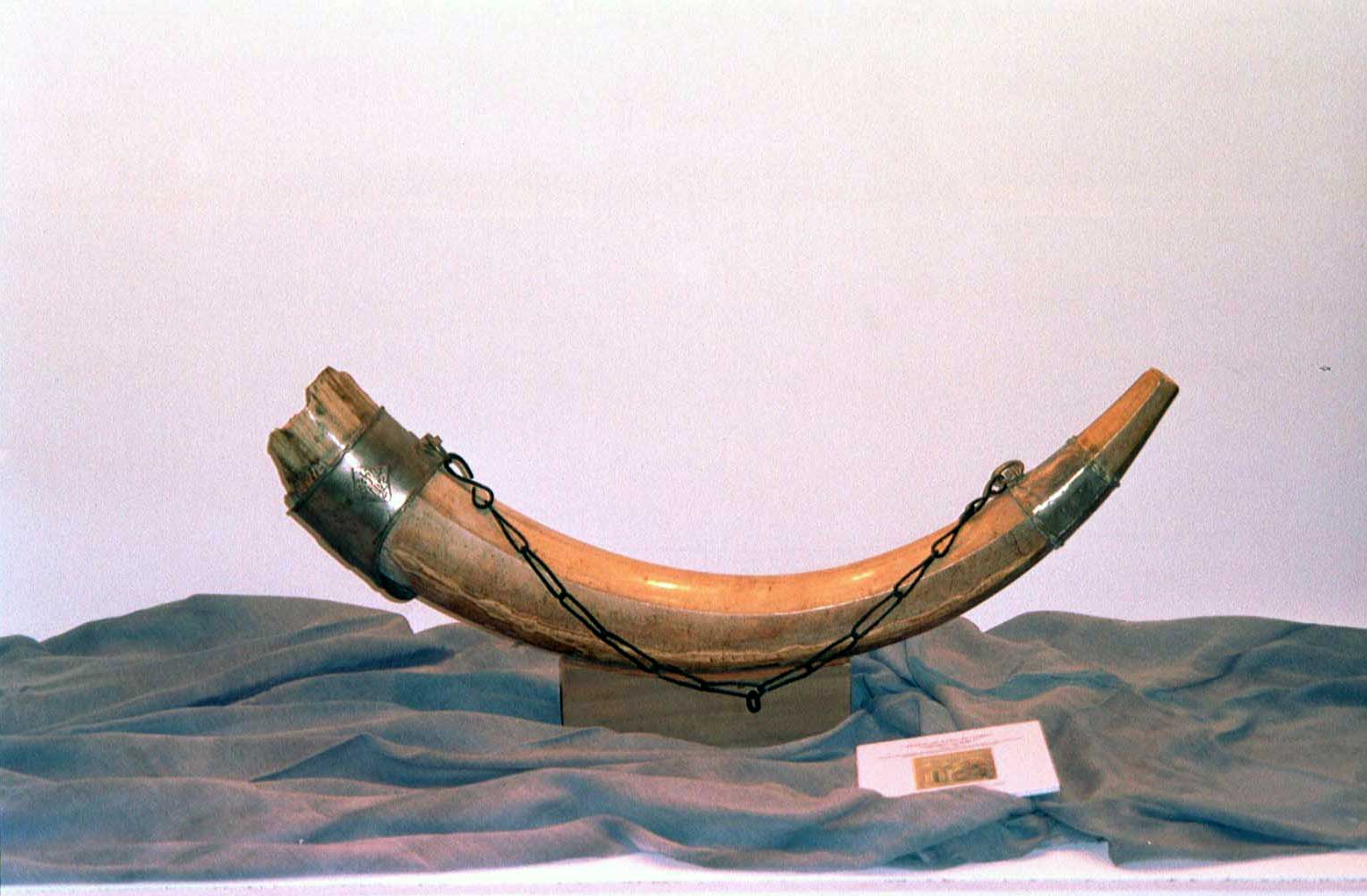
角笛

角笛（つのぶえ）とは、動物の角で作った笛のこと。

## 概要
角笛は動物の中空になった角（その多くは湾曲した円錐形）を使った笛で、主に合図（一種の通信）のために大きな音を出すことを目的とする。例えば、自動車のホーン（クラクション）が、この性質を受け継いでいる。しかし楽器として考えると、旋律を奏でるための指穴などは持っておらず、基本的には、1つの音高しか出せないなど、大きな制約がある。それでも、非常に古くから利用されてきた楽器であることから、神話や民話にしばしば登場し、また近代以降のファンタジー文学にも様々な力を持つ角笛が登場したり、現代のコンピュータゲームなどにも何らかのアイテムなどの形で登場することがある。

## 分布
角笛は、ヨーロッパから中東に至る広い地域に見出せる。日本では角笛はあまり見られない。

## 歴史
最も古い現存している物は、ヨーロッパで見つかった青銅器時代の金属製のもので他の素材では既に朽ちてしまって発見されていない。発見された動物性の物で最古の物は、スウェーデンのもので鉄器時代後期にまで下ってしまう。

## 角笛の変化
ツィンクのように角笛を起源とする楽器（旋律を奏でられるよう、音高を比較的容易に変化させられるように工夫された笛）も見られ、この角笛の一部は管楽器へと変化していったと考える事もできる。ただし後の管楽器は、大きさが不揃いな動物の角よりも、加工しやすい木や丈夫な金属を使ったものへと変化していったとも考えられ、角笛を語源とするホルンやコルネットと言った金管楽器は、その語源とは無関係な形状へと変化している。